# Kanton Rillieux-la-Pape
Kanton Rillieux-la-Pape (francouzsky Canton de Rillieux-la-Pape) je francouzský kanton v departementu Rhône v regionu Rhône-Alpes. Tvoří ho tři obce.

## Obce kantonu
- Rillieux-la-Pape
- Sathonay-Camp
- Sathonay-Village